# Falkenberg (Wabern)
Falkenberg ist ein Ortsteil der Gemeinde Wabern im nordhessischen Schwalm-Eder-Kreis.
Das Dorf liegt südöstlich von Wabern am Fuß des Schlossberges. Durch den Ort führt die Landesstraße 3149.

## Geschichte

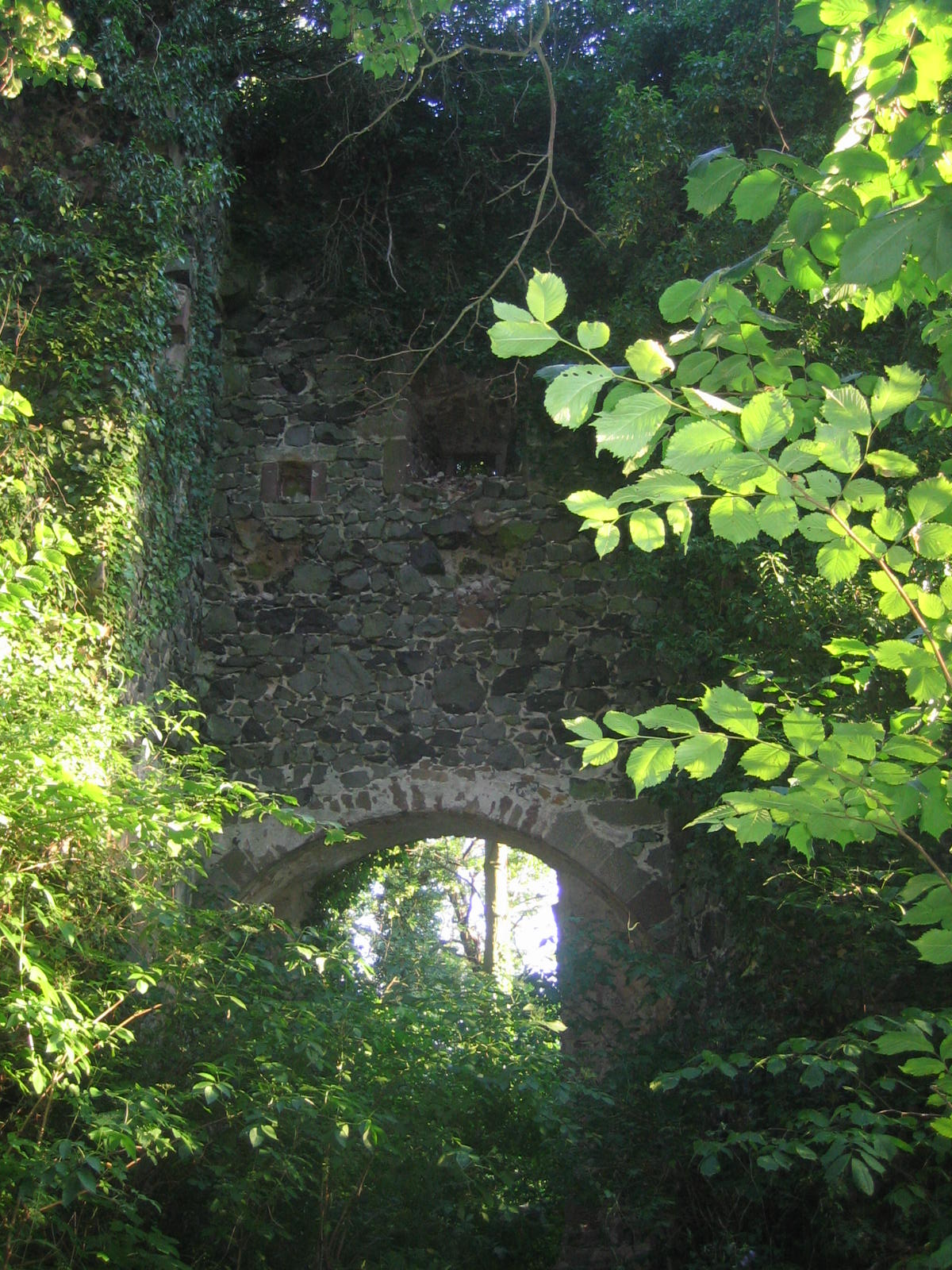
Die Burgruine Falkenberg

Die älteste bekannte schriftliche Erwähnung von Falkenberg erfolgte unter dem Namen Walkenberc im Jahr 1250. Das Dorf war landgräflich-hessisches Lehen der Herren von Hebel bzw. der von diesen abstammenden und 1613 im Mannesstamm erloschenen Herren von Falkenberg. Dieses Geschlecht baute sowohl um die Mitte des 13. Jahrhunderts die Burg, in deren Schutz sich das Dorf entwickelte, als auch in den Jahren von 1513 bis 1516 das dortige Schloss.
Vom 18. Jahrhundert bis 1938/42 gab es eine jüdische Gemeinde in Falkenberg mit eigener Synagoge, eigener Schule und rituellem Bad sowie eigenem Friedhof.
Zum 31. Dezember 1971 fusionierten die Gemeinden Wabern, Falkenberg, Hebel, Rockshausen, Udenborn, Unshausen, Uttershausen und Zennern freiwillig zur neuen Großgemeinde Wabern. Für alle durch die Gebietsreform eingegliederten Gemeinden, sowie für den Kernort Wabern, wurde jeweils ein Ortsbezirk mit Ortsbeirat und Ortsvorsteher nach der Hessischen Gemeindeordnung eingerichtet.

## Bevölkerung
Einwohnerstruktur 2011
Nach den Erhebungen des Zensus 2011 lebten am Stichtag, dem 9. Mai 2011, in Falkenberg 759 Einwohner. Darunter waren 6 (0,8 %) Ausländer.
Nach dem Lebensalter waren 138 Einwohner unter 18 Jahren, 318 zwischen 18 und 49, 147 zwischen 50 und 64 und 156 Einwohner waren älter. Die Einwohner lebten in 306 Haushalten. Davon waren 66 Singlehaushalte, 105 Paare ohne Kinder und 108 Paare mit Kindern, sowie 18 Alleinerziehende und 6 Wohngemeinschaften. In 60 Haushalten lebten ausschließlich Senioren und in 201 Haushaltungen lebten keine Senioren.
Einwohnerentwicklung
| Quelle: Historisches Ortslexikon |                |
| • 1575/85:                       | 16 Hausgesesse |
| • 1742:                          | 33 Häuser      |
| • 1747:                          | 34 Hausgesesse |

| Falkenberg: Einwohnerzahlen von 1834 bis 2020 | Falkenberg: Einwohnerzahlen von 1834 bis 2020 | Falkenberg: Einwohnerzahlen von 1834 bis 2020 | Falkenberg: Einwohnerzahlen von 1834 bis 2020 | Falkenberg: Einwohnerzahlen von 1834 bis 2020 |
| --- | --------------------------------------------- | --------------------------------------------- | --------------------------------------------- | --------------------------------------------- |
| Jahr |                                               |                                               |                                               | Einwohner                                     |
| 1834 | 1834                                          |                                               | 444                                           | 444                                           |
| 1840 | 1840                                          |                                               | 473                                           | 473                                           |
| 1846 | 1846                                          |                                               | 469                                           | 469                                           |
| 1852 | 1852                                          |                                               | 444                                           | 444                                           |
| 1858 | 1858                                          |                                               | 428                                           | 428                                           |
| 1864 | 1864                                          |                                               | 483                                           | 483                                           |
| 1871 | 1871                                          |                                               | 462                                           | 462                                           |
| 1875 | 1875                                          |                                               | 427                                           | 427                                           |
| 1885 | 1885                                          |                                               | 426                                           | 426                                           |
| 1895 | 1895                                          |                                               | 492                                           | 492                                           |
| 1905 | 1905                                          |                                               | 462                                           | 462                                           |
| 1910 | 1910                                          |                                               | 448                                           | 448                                           |
| 1925 | 1925                                          |                                               | 515                                           | 515                                           |
| 1939 | 1939                                          |                                               | 523                                           | 523                                           |
| 1946 | 1946                                          |                                               | 775                                           | 775                                           |
| 1950 | 1950                                          |                                               | 778                                           | 778                                           |
| 1956 | 1956                                          |                                               | 713                                           | 713                                           |
| 1961 | 1961                                          |                                               | 677                                           | 677                                           |
| 1967 | 1967                                          |                                               | 672                                           | 672                                           |
| 1980 | 1980                                          |                                               | ?                                             | ?                                             |
| 1990 | 1990                                          |                                               | ?                                             | ?                                             |
| 2000 | 2000                                          |                                               | ?                                             | ?                                             |
| 2006 | 2006                                          |                                               | 790                                           | 790                                           |
| 2011 | 2011                                          |                                               | 759                                           | 759                                           |
| 2015 | 2015                                          |                                               | 765                                           | 765                                           |
| 2020 | 2020                                          |                                               | 751                                           | 751                                           |
| Datenquelle: Historisches Gemeindeverzeichnis für Hessen: Die Bevölkerung der Gemeinden 1834 bis 1967. Wiesbaden: Hessisches Statistisches Landesamt, 1968. Weitere Quellen: LAGIS; Gemeinde Wabern, Zensus 2011 |                                               |                                               |                                               |                                               |

Historische Religionszugehörigkeit
| Quelle: Historisches Ortslexikon |                                                                   |
| • 1861:                          | 373 evangelisch-reformierte, 85 jüdische Einwohner                |
| • 1885:                          | 332 evangelische (= 86,23 %), 53 jüdische (= 13,77 %) Einwohner   |
| • 1961:                          | 632 evangelische (= 93,35 %), 32 katholische (= 4,73 %) Einwohner |

Historische Erwerbstätigkeit
| • 1961 | Erwerbspersonen: 82 Land- und Forstwirtschaft, 141 Produzierendes Gewerbe, 35 Handel und Verkehr, 26 Dienstleistungen und Sonstiges |

## Politik
Für Falkenberg besteht ein Ortsbezirk (Gebiete der ehemaligen Gemeinde Falkenberg) mit Ortsbeirat und Ortsvorsteher nach der Hessischen Gemeindeordnung. Der Ortsbeirat besteht aus fünf Mitgliedern.
Bei den Kommunalwahlen in Hessen 2021 betrug die Wahlbeteiligung zum Ortsbeirat Falkenberg 64 %. Alle Kandidaten gehörten der „Liste Falkenberg“ an. Der Ortsbeirat wählte Samuel Waldeck zum Ortsvorsteher.

## Sehenswürdigkeiten
- Burgruine Falkenberg auf einer Bergkuppe über dem Dorf
- Schloss Falkenberg am südöstlichen Ortsrand

## Persönlichkeiten
- Philipp Losch (1869–1953), Historiker